# Јован Дискић
Јован Дискић (Лесковац 25. фебруар 1881 — Лесковац, 1. јануар 1963) био је српски политичар и припадник радничког и комунистичког покрета. 

## Биографија
Веома рано се укључио у синдикални покрет, а 1905. Године постаје члан Социјалдемократске партије Србије. Био је После ослобођења 1944. године обављао је многе политичке дужности.
Непосредно после завршетка Првог светског рата Лесковац је наставио свој неочекивано брз и динамичан економски развој започет још пре ослободилачких и одбрамбених ратова које је Србија водила крајем деветнаестог и почетком двадесетог века. Упоредо са јачањем економије овога града, снагу је добијао и раднички покрет, поникао у предратним великим занатским радионицама, а коме су убрзана индустријализација и свеукупни развој земље давали све већи друштвени значај. Поред синдикалног организовања, радници су се организовали и политички, а заступник њихових интереса на политичкој сцени Србије била је Комунистичка партија.
На општинским изборима одржаним 22. августа 1920. године у Лесковцу је од укупно 2.299 гласача који су изашли на изборе Комунистичка партија добила 1160 гласова, а све остале грађанске партије заједно 1139. Тако су власт у овој општини по први пут у њеној историји добили комунисти. Од укупно 36 одборника 24 су била комунисти, исто као и предеседник општине и још три кмета. Председник општине постао је Јован М. Дискић, терзијски радник.
Комунисти нису дуго владали у Лесковцу, јер је већ децембра 1920. године донета обзнана којом је забрањен рад Комунистичке партије, а на основу Закона о заштити државе 1921. године растурена је.
Јован Дискић, трговац са радњом у Табан мали, иза Врањкићеве кафане, биран на изборима 1920. године за председника општине на комунистичкој листи, био је веома начитан, тих, отмен, елегантног држања, постојано чврстог карактера, са дужности председника смењен је следеће 1921. Године забраном Комунистичке партије. Иако кратког председниковања, остварио је знатне и видне промене Лесковца. Комунистичко начело није мењао, али је симпатисао Демократску странку Љубе Давидовића.
Испред Народног музеја у Лесковцу постављена је биста Јована Дискића који је био секретар партијске управе, члан финансијске контроле и ревизор Главног радничког савеза, 1908. године председник синдикалног већа, председник Комунистичке општине и први председник општине Лесковац после избора 1920. године. За време окупације помагао је народноослободилачку борбу и више пута је био ухапшен.